# LMBT Történeti Hónap
Az LMBT Történeti Hónap (angolul: LGBT History Month) a leszbikus, meleg, biszexuális és transznemű (LMBT) emberek történelméről megemlékező egész hónapos eseménysorozat. Világszerte több országban megtartják: az Amerikai Egyesült Államokban és Kanadában októberben, Nemzeti Coming Out Nap (október 11.) hónapjában, az európai országokban általában februárban. A rendezvénysorozat 1994-ben született, Rodney Wilson amerikai középiskolai történelemtanár ötlete alapján.
Az Egyesült Királyságban 2005-ben rendezték meg először. Berlinben Queer History Month néven ismert. Néhány országban, mint Brazíliában nyáron, a Pride-események keretében rendezik meg. Magyarországi 2013 óta tartják meg minden évben, 2023-tól kezdve márciusban. A szervezés koordinálását a Labrisz Leszbikus Egyesület és a Háttér Társaság közösen fogja össze. 2020 óta a Szimpozion Egyesület is bekapcsolódik a szervezés munkálataiba. A programok 2022-től a február helyett márciusra kerültek át.

## Az LMBT Történeti Hónap Amerikában

### Amerikai Egyesült Államok
Az LMBT Történeti Hónapot Rodney Wilson amerikai történelemtanár 1994. januári kezdeményezésére rendezték meg elsőként az év októberében. Wilson a Missouri állambeli, St. Louis megyei Mehlville-i Középiskolában tanított, és meleg férfiként zavarta, hogy az iskolai tananyag és tankönyvek egyáltalán nem említik az LMBT embereket és történetüket. Rodney Wilson volt az első koordinációs bizottság alapítója, és az ő ötlete volt, hogy a rendezvénysorozatra októberben, az 1979-es és 1987-es washinghtoni LMBT felvonulásokra emlékező Nemzeti Coming Out Nap (október 11.) hónapjában kerüljön sor. A választás azért nem júniusra, a Pride események hónapjára esett, mert akkor már tanítási szünet szokott lenni. Az ötletet rögtön felkarolta Wilson főiskolai legjobb barátja, az Ohio Állami Egyetem végzős női tanulmányok hallgatója, Johnda Boyce. Ezt követően a felhívást postai úton elküldték különböző szervezeteknek, közösségeknek, oktatási és érdekképviseleti csoportoknak, valamint a potenciális támogatóknak és történészeknek az egész országban.
Ennek köszönhetően állt össze az első koordináló bizottság. Tagjai között volt Rodney Wilsonon kívül Kevin Jennings, a Meleg, Leszbikus és Heteró Oktatási Hálózat (GLSEN) részéről; Kevin Boyer, a Gerber/Hart Meleg és Leszbikus Könyvtár és Levéltárból (Chicago); Paul Varnell, a Windy City Times LMBT-újság szerzője; Torey Wilson, Chicago környéki tanár; Johnda Boyce, a női tanulmányok későbbi oktatója a Columbus Állami Egyetemen és Jessea Greenman a kaliforniai Berkeley Egyetemről. A kezdeményezést sok LMBT szervezet (Gay & Lesbian Americans, GLAAD, GLSEN, Human Rights Campaign, NGLTF, Project 10) már korán támogatásáról biztosította. Olyan politikusok is a korai támogatók között voltak, mint William Weld Massachusetts akkori kormányzója, Lowell Weicker volt szenátor, Connecticut kormányzója, Thomas Menino, Boston és Wellington Webb, Denver polgármestere, akik mind hivatalos közleményben üdvözölték az LMBT Történeti Hónapot. 1995-ben az Országos Oktatási Szövetség (NEA) a közgyűlésén támogatásáról biztosította a programsorozatot, s ismert amerikai történészek (Jonathan Ned Katz, William A. Percy, George Chauncey, Martin Duberman) is támogatták az első LMBT Történeti Hónapot.
A szervezőbizottság, majd a Gerber/Hart Meleg és Leszbikus Könyvtár és Levéltár 5 dollárért cserébe küldött postán az LMBT Történeti Hónapra összeállított tantervi javaslatokat az érdeklődő középiskoláknak, főiskoláknak és egyetemeknek, valamint közösségi csoportoknak. Országszerte több oktatási intézmény is csatlakozott, bár valahol azt megakadályozta a szülők ellenállása. Ezen kívül 1994 októberében Kevin Jennings, a Meleg, Leszbikus és Heteró Oktatási Hálózat (GLSEN) munkatársa szervezésében Bostonban rendeztek történelmi konferenciát, amelyen 200 pedagógus, valamint Eric Marcus, a Make Gay History szerzője vett részt. A St. Louis-i Missouri Egyetem történeti tanszéke, ahol korábban Wilson hallgató volt, egy egész hónapos LMBT történeti filmfesztivált is rendezett.
A második LMBT Történeti Hónapra 1995 októberében került sor. Erről előtte a Newsweek magazin is beszámolt, így a rendezvénysorozat országos mainstream sajtólefedettséget kapott. A rendezvénysorozat neve kezdetben Leszbikus és Meleg Történeti Hónap (Lesbian and Gay History Month) volt, a koordináló bizottság azonban hamarosan hozzáadta a „biszexuális” szót is a névhez. Még később az elnevezés LMBT Történeti Hónapra változott. Az eseményt különféle konzervatív csoportok, mint például a Beverly LaHaye által vezetett Aggódó Nők Amerikáért és a Phyllis Schlafly vezette Eagle Forum az "indoktrináció" (befolyásolt tanítás) egyik formájának tekintette, és kritizálta. A rendezvénysorozat ellen egész oldalas hirdetéseket jelentettek meg a lapokban, hogy ezek segítségével győzzék meg a szülőket az LMBT Történeti Hónap megakadályozásáról. Ennek a kampánynak lett az az átmeneti következménye is, hogy az Országos Oktatási Szövetség 1996-os közgyűlésén megszavazták az összes történeti hónap konkrét említésének tilalmát a későbbi állásfoglalásaikból. A NEA valójában ezt követően is támogatta az LMBT Történeti Hónapot, ám a kiadványokban nem szerepelt név szerint, csakúgy, mint a Fekete Történeti Hónap és a Női Történeti Hónap sem, csak általánosságban a történeti hónapok.
Az elkövetkező tíz évben az LMBT Történeti Hónap folyamatosan növekedett, mindezt központosított szervezet nélkül. Az évek során több száz főiskola és egyetem, közösségi könyvtár és néhány középiskola csatlakozott a programsorozathoz. Az Equality Forum, egy oktatási fókuszú országos és nemzetközi LMBT-jogi szervezet 2006-ban vállalta fel az LMBT Történeti Hónap koordinálását. Azóta októberben minden nap egy-egy elhunyt vagy még élő LMBT személyre emlékeznek, videó, írásos életrajz, bibliográfia, letölthető képek és egyéb oktatási anyagok segítségével, az lgbthistorymonth.com weblapon. Minden évben a szervezők újabb 31 LMBT ikont választanak ki, akik több száz kategóriába (például afrikai-amerikai, sportoló, kaliforniai, német, HIV/AIDS, katona, vallás, transznemű, ifjúsági stb.) sorolva visszakereshetők a honlapon. 2006 óta az Amerikai Egyesült Államok számos városa is hivatalosan megemlékezik az LMBT Történeti Hónapról.
2012-ben két amerikai iskolakerület is ünnepelte az LMBT Történeti Hónapot. Florida Broward megyei iskolakerülete szeptemberben írt alá egy állásfoglalást az amerikai LMBT emberek támogatására, majd később a Los Angeles-i iskolakerület is csatlakozott a kezdeményezéshez.
Az Amerikai Egyesült Államokban két hasonló kisebbségi történeti rendezvénysorozat is létezik: az Afrikai-Amerikai Történeti Hónap és a Női Történeti Hónap.

### Brazília
Brazíliában az LMBT emberek történetére minden évben a São Paulo Gay Pride keretében emlékeznek. A programokat az APOGLBT – Associacao da Parada do Orgulho de Gays, Lesbicas, Bissexuais e Travestis e Transexuais (Meleg, Leszbikus, Biszexuális és Transzvesztita és Transzszexuális Pride Szövetsége) nevű nonprofit szervezet rendezi meg 1999 óta, a többi Pride-eseménnyel egyetemben. Az eseményeket minden évben májusban vagy júniusban tartják.

### Grönland
Grönlandon az LMBT emberek történetére – Brazíliához hasonlóan – a Pride-hónap keretében emlékeznek meg. A felvonulást magát először 2010-ben (május 15-én) rendezték meg, a 19 éves stylist Nuka Bisgard és barátja, a 24 éves Lu Berthelse kezdeményezésére, több mint ezer résztvevővel.

## Az LMBT Történeti Hónap Európában
Az LMBT Történeti Hónap ötletét 2005-ben vette át az Egyesült Királyság, két évvel később Skócia is csatlakozott, majd őket fokozatosan több és több európai ország (Németország, Magyarország) követte.

### Egyesült Királyság
Az LMBT Történeti Hónap megrendezését az Egyesült Királyságban Sue Sanders pedagógus, tréner, aktivista és Paul Patrick angoltanár, aktivista kezdeményezte, a kifejezetten LMBT oktatási témákkal foglalkozó brit szervezet, a Schools OUT UK egyik projektjeként. Először 2005 februárjában került megrendezésre. A programsorozat az Egyesült Királyságban minden évben februárban van, amely egybeesik az iskolaév legrövidebb hónapjával. Az eseményt azért is februárra időzítették, mert 2003 februárjában törölték el a Thatcher-korszak egyik leginkább homofób rendelkezését, az önkormányzati törvény 28. szakaszát, amely addig tiltotta az önkormányzati fenntartású iskoláknak, hogy „szándékosan népszerűsítsék a homoszexualitást, vagy közzétegyenek anyagokat a homoszexualitás népszerűsítése céljából”. Ez a törvényszakasz valójában megakadályozta, hogy az iskolákban egyáltalán szó essen LMBT-témákról.
A brit LMBT Történeti Hónap célja az LMBT-közösség tudatosságának növelése és az előítéletek elleni küzdelem, miközben elismeri annak eredményességét és sokszínűségét, és mindezt láthatóbbá teszi. A rendezvénysorozat mögötti szervezet mai logóját Tony Malone, egy meleg tipográfus tervezte 2006-ban, és 2007-ben átdolgozta.
Az első LMBT Történeti Hónapra az Egyesült Királyságban, 2005-ben több mint 150 rendezvényt szerveztek. A programot teljes mértékben önkéntesen szervezték tanárok – emlékezett később az egyik szervező, Sue Sanders, aki ma a szervezőcsapat elnöke. A szervezők célja 15-20 esemény volt, ám ezt messze túlhaladták a megvalósult programok.
A programsorozat az Egyesült Királyságban továbbra is elsősorban iskolai fókuszú, s olyan középiskolák, főiskolák és különböző szervezetek vesznek benne részt, akik az oktatás révén növelik a fiatalok tudatosságát az LMBT-közösséggel szemben, küzdenek az előítéletek ellen, miközben elismerik annak eredményességét és sokszínűségét, és mindezt láthatóbbá teszik. A programsorozat részeként filmvetítések, színházi előadások, beszélgetések, vetélkedők, táncesemények emlékeznek az LMBT emberek történetére, vagy éppen olyan kreatívabb kezdeményezések, mint a szivárványos közlekedési lámpák. Az LMBT Történeti Hónaphoz iskolákon, egyetemeken, civil szervezeteken túl pártok is csatlakoznak, mint például a Munkáspárt.
2019-ben immár a 15. LMBT Történeti Hónapra került sor, melynek mottója „Peace, Activism and Reconciliation” volt. A kerek évfordulóhoz kapcsolódva Theresa May miniszterelnök kitüntette a szervezőbizottság elnökét, Sue Sanderst. „Az elmúlt 15 évben az LMBT Történeti Hónap az év egyik kiemelkedő pontjává nőtte ki magát, és mindig várjuk, hogy megünnepeljük” – mondta 2019-ben Emma Meehan, az LGBT Foundation nevű szervezet közügyekért felelős igazgatója.

#### Anglia
2005-ben a kezdeményezés kormányzati támogatást kapott az illetékes minisztérium Oktatási és Készségügyi Főosztályától (DfES), valamint Jacqui Smith egyenlőségügyi miniszter helyettesétől. A DfES az első két évre ígéretet tett az LMBT Történeti Hónap finanszírozására. Később több más forrásból is támogatást kapott az LMBT Történeti Hónap. Hosszú ideig tartó szponzorok voltak a rendőrség, a Koronaügyészség és az Amnesty International. A rendezvénysorozat korai támogatói között olyan hírességek voltak, mint Cyril Nri színész-rendező, Ian McKellen színész, Angela Eagle munkáspárti politikus, Gareth Thomas rögbijátékos és Labi Siffre zenész-énekes. Egyes sajtótermékek azonban kritizáltak a programsorozatot, rámutatva arra, hogy bizonyos történelmi személyek szexualitása inkább spekuláció kérdése, mint tény.
Minden évben novemberben kerül sor egy „indító eseményre”, mely három hónappal megelőzi a jövő évi LMBT Történeti Hónapot. Ezek az események 2005 és 2019 között a következő helyszíneken zajlottak:
- 2005: Tate Modern
- 2006: Empress State Building (a rendőrség központja)
- 2007: Trades Union Congress (nemzeti szakszervezeti központ), Congress House
- 2008: a Királyi Bíróság főterme
- 2009: Urswick School (egy neves londoni középiskola)
- 2010: British Museum
- 2011: Oval (egy londoni krikett klub pályája)
- 2012: Twickenham Stadium
- 2013: Bletchley Park Múzeum
- 2014: Birmingham-i Egyetem
- 2015: a Szent János Rend Múzeuma
- 2016: Queens College, Cambridge
- 2017: Liverpooli Múzeum
- 2019: British Library

Az évek során számos ismert előadó vett részt az eseményeken, egyebek mellett: Ian McKellen színész, Stella Duffy író, Allan Horsfall LMBT aktivista, a Homoszexuális Jogi Reform Társaság alapítója, Linda Bellos üzletasszony, feminista és LMBT aktivista, Barbara Follett és Michael Cashman munkáspárti politikusok, Stuart Milk amerikai LMBT aktivista, Rikki Beadle Blair színész-rendező-koreográfus és mások. 2009. március 5-én Gordon Brown miniszterelnök fogadta a Downing Streeten az LMBT Történeti Hónap szervezőit.
2015 óta rendezik meg az OUTing The Past nevet viselő, LMBT történeti fesztivált, Jeff Evans szervezésében, a Schools OUT UK-el és más szervezetekkel közösen. A fesztivál 2015-ben Manchesterben, három helyszínen zajlott: az LMBT Alapítványnál, a Központi Könyvtárban és a People's History Museumban (Nemzeti Munkatörténeti Múzeum), a Campaign for Homosexual Equality támogatásával. A rendezvény fő szónoka, az ún. Allan Horsfall-előadás megtartója Charles Upchurch, a Floridai Egyetem professzora volt. 2016-ban a fesztivált immár hat angliai helyszínen rendezték meg. Az Alan Horsfall-előadást Susan Stryker amerikai történész, a transz történelem szakértője, az Arizonai Egyetem professzora tartotta. 2017-ben már 18 helyszín volt országszerte, több mint száz előadással. Az Alan Horsfall-előadást Diana Souhami életrajzíró tartotta. 2018-ban 11 helyszín volt Walesben és Észak-Írországban. Az Alan Horsfall-előadást Tom Robinson énekes-dalszerző, LMBT aktivista tartotta. 2019-ben összesen 18 helyszín volt, és az esemény nemzetközivé vált, hiszen az Egyesült Királyságon kívül Írországban, Svédországban, Norvégiában és New Yorkban is voltak programok. Az Alan Horsfall-előadást Jeffrey Weeks történész tartotta Belfastban.

#### Skócia
Skóciában 2005-ben és 2006-ban az LMBT Történeti Hónapot közösségi rendezvényként szervezték meg,  az OurStory Scotland és a Remember When szervezésében. 2007-ben és 2008-ban a skót kormány támogatta a szervező LGBT Youth Scotlandet, hogy az LMBT Történeti Hónap  minél szélesebb közönséghez juthasson el, beleértve az iskolákat és az ifjúsági csoportokat is.
Minden évben filmvetítések, előadások, beszélgetések, színházi előadások, bulik és egyéb programok kerülnek megrendezésre az LMBT Történeti Hónap keretében. 2019-ben, 28 nap alatt összesen 11 eseményre kerül sor Skóciában, közel ezer résztvevővel.

### Magyarország
Az LMBT Történeti Hónapot Magyarországon először 2013 februárjában tartották meg, és azóta minden évben megrendezésre került, 2023-tól kezdve azonban február helyett már márciusban. A programsorozatot a Labrisz Leszbikus Egyesület, a Szimpozion Egyesület és a Háttér Társaság koordinálja, más LMBT szervezetekkel, kulturális és tudományos intézményekkel, szakmai szervezetekkel stb. együttműködésben. A rendezvények többsége Budapesten történik, de néhány nagyobb városban (Debrecen, Kecskemét, Miskolc, Pécs és Szeged) is vannak programok.
Az LMBT Történeti Hónap Magyarország céljai:
„rámutatni az LMBT emberek történelmi, kulturális és művészeti jelenlétére; felhívni a figyelmet azokra az értékekre, melyeket az LMBT csoport tagjainak köszönhet a társadalom; ismeretterjesztést, vitákat és beszélgetéseket folytatni; megszólítani azokat, akik érdeklődnek a történelem, a kultúra, a művészetek iránt, és ösztönözni őket arra, hogy mindezeket LMBT kontextusban is fedezzék fel.”

#### Kezdetek
A Labrisz Leszbikus Egyesület és a Háttér Társaság két-két aktivistája 2012 őszén vett részt egy workshopon Ljubljanában. A skót rendezvénysorozat koordináló LGBT Youth Scotland, az Európai Bizottság támogatásával, az Engaging Hearts and Minds – Changing Attitudes Project nevű kétéves projekt keretében nyolc európai országot vont be, hogy megszervezzék az első LMBT Történeti Hónapjukat. 2012-ben három országban (Szlovákia, Szlovénia és Románia), 2013-ban újabb öt országban (Magyarország, Csehország, Írország, Litvánia és Hollandia) szerveztek először LMBT Történeti Hónapot. Több hónapos előkészítés után, 2013 februárjában, „Benne vagy a történetünkben?” mottóval került sor az első magyarországi programsorozatra, közel harminc eseménnyel. Az LMBT Történeti Hónapot Makk Károly, az Egymásra nézve című film rendezője nyitotta meg. A programsorozat részeként voltak beszélgetések, kiállítások, előadások, városi séta és buli is. Budapesten kívül Miskolcon és Szegeden is voltak programok. Az első LMBT Történeti Hónaphoz, ismert magyar LMBT személyeket megidézve, Zorro de Bianco, vagyis Fehér Zoltán rajzainak felhasználásával készült promóciós film, két évvel később pedig a portrék kiállításon szerepeltek.

#### Az LMBT Történeti Hónap magyarországi programjai
A második LMBT Történeti Hónapot, 2014-ben, a húsz évvel korábbi Szivárvány-ügy kapcsán Kis János filozófus nyitotta meg. 2014-ben összesen 43 programra került sor. 2015-ben a programsorozatot Günter Grau német történész, a meleg holokauszt szakértője nyitotta meg. A megnyitót 37 másik esemény követte. 2016-ban, A dán lány című filmhez kapcsolódóan Susan Stryker amerikai történész, társadalmi nemek szakértő, a transznemű történelem kutatója volt a megnyitó személy. A programsorozat 46 eseményből állt. 2017-ben Hadley Z. Renkin, a CEU Gender Studies Tanszékének tanára volt a megnyitó személy. Az eseményt további 39 program követte. A 2018. évi programsorozatot Takács Judit szociológus, történész, az MTA TK Szociológiai Kutatóintézetének munkatársa nyitotta meg, kapcsolódva Kertbeny Károly személyéhez. A megnyitót 47 program követte, Budapesten kívül Debrecenben, Kecskeméten, Pécsett és Szegeden. 2019-ben, a Stonewall-lázadás 50. és a rendszerváltás 30. évfordulójához kapcsolódva, Tölgyessy Zoltán (Miss Mandarin) és Petróczi Zoltán (Lady Dömper) transzvesztita előadóművészek közösen nyitották meg a programsorozatot. A megnyitót 38 további program követte. 2020-ban, Oscar Wilde perének 125. évfordulójához kapcsolódva Neil McKenna brit író, újságíró és aktivista nyitotta meg az LMBT Történeti Hónapot. A megnyitót 49 további program követte.
2013 óta olyan szervezetek és csoportok kapcsolódtak be a programsorozatba, mint az Affirmatív Pszichológia Műhely, az Amnesty International, az Atlasz Leszbikus, Meleg, Biszexuális és Transznemű Sportegyesület, a Budapest Pride, a Budapesti Corvinus Egyetem, a BUPAP (Budapesti Aszfaltprojekt), a Buzi Újhullám, a Charme Hungary, Cifra LMBTQ Közösség (Kecskemét), a Civil AIDS Fórum, a Civil Művek Közművelődési Egyesület, a Debreceni Színtér Egyesület, az El Kazovszkij Alapítvány, az ELTE Állam- és Jogtudományi Kar, az ELTE Művészetelméleti és Médiakutatási Intézet, az ELTE Társadalomtudományi Kar, a FinnAgora, a FreeThinker, a GBME, a Hosszúlépés! Járunk?, a Humen magazin, az Izraeli Kulturális Intézet, a József Attila Irodalmi Kör Egyesület, a Karinthy Színház, a Keresztények a Melegekért, a Korall társadalomtörténeti folyóirat, a Közép-Európai Egyetem, a Magnum szauna, a Magyar Aszexuális Közösség, a Magyar LMBT Szövetség, a Magyar Pszichológiai Társaság LMBTQ szekciója, a Miskolci Mások közössége, a Mozaik Közösség, az MTA Társadalomtudományi Kutatóközpont Szociológiai Intézete, a Poliamória Magyarország, a Queer Kiadó, a szegedi Boltív Csoport és Colorful Circles' World, a Szegedi LMBT Közösségért Csoport, a Szerb Színház, a Szimpozion Egyesület, a Szivárvány Családokért Alapítvány, a Szubjektív Értékek Alapítvány, a Társadalomelméleti Kollégium, a Történelemtanárok Egylete, a Transvanilla Transznemű Egyesület vagy a Why Not Cafe and Bar, továbbá az Amerikai, a Brit és a Norvég Nagykövetség.
2013 óta előadóként, beszélgetés résztvevőként részt vett az LMBT Történeti Hónapon többek között: Antoni Rita társadalmi nemek szakértő, filozófus, Barát Erzsébet nyelvész, genderkutató, Christa Biedermann német performer, Bíró Judit rendezőasszisztens, Bojti Zsolt anglisztikus, Borgos Anna pszichológus, nőtörténész, Csehy Zoltán költő, irodalomtörténész, Czeizel Gábor színházi rendező, Chille Deman belgiumi aktivista, Dittera-Balogh Andrea fordító, író, Dombos Tamás szociológus, aktivista, Dunkel Norbert zeneszerző, tanár, Adele Eisenstein amerikai író, kurátor, Eszenyi M. Bence történész, Fehér Zoltán grafikus, Follmer Ágnes fotóművész, Frivaldszky Bernadett dokumentumfilmdendező, Gábor György filozófus, Géczi János író, költő, Gerevich András költő, Gerő András történész, Győri Zsolt filmtörténész, Francisca de Haan holland nőtörténész, Hadas Miklós szociológus, Gráinne Healy ír aktivista, Hanzli Péter történész, aktivista, Hatfaludi Judit aktivista, Hörcher Eszter Éva művészettörténész, Kanicsár Ádám András újságíró, Kőszeg Ferenc szerkesztő, tanár, politikus, Kurimay Anita történész, Sophie Labelle kanadai képregényművész, Lakner Zoltán politológus, Láner László újságíró, Lovas Nagy Anna író, Lőrinc László történelemtanár, tankönyvszerző, M. Nagy Miklós fordító, író, kiadó, Margócsy István irodalomtörténész, kritikus, Mocsonaki László fejlesztő pedagógus, családgondozó, Nádasdy Ádám nyelvész, költő, Nagy Sándor, a Háttér Archívum vezetője, Nagy Szilvia webdizájner, aktivista, Nyáry Krisztián író, irodalmár, kommunikációs szakember, Oltai Kata művészettörténész, Pálfi Balázs újságíró, P. Tóth Tamás szociológus, Rédai Dorottya aktivista, genderkutató, Ritter Andrea pszichológus, Bill Schiller svéd aktivista, performer, Sebián-Petrovszki László politikus, Simon Lehel filozófus, Szabó István filmrendező, Szabó Judit közgazdász, aktivista, Szegedi Gábor történész, Szegvári Katalin újságíró, Takács Bencze Gábor újságíró, Takács Judit szociológus, történész, Takács Mária filmrendező, Talabos Dávidné dr. Lukács Nikolett ügyvéd, jogtörténész, Timár Eszter genderkutató, Tóth Eszter Zsófia történész, Ungár Klára közgazdász, politikus, Vágó István televíziós műsorvezető, Virág Zsolt közgazdász, aktivista, Jeffrey Weeks angol szociológus, történész, Katherine Zappone ír szenátor, emberi jogi biztos.
2013 óta olyan témákat dolgoztak fel az LMBT Történeti Hónap eseményei, mint:
- ismert személyek élete és munkássága, többek között: Edward Albee, Báthori Erzsébet, Birtalan Balázs, Adolf Brand, Julius Caesar, Pjotr Iljics Csajkovszkij, II. Eduárd angol király, Lili Elbe, El Kazovszkij, Faludy György, Tom of Finland, Stephen Fry, Galgóczi Erzsébet, Barbara Gittings, Gobbi Hilda, Habsburg–Lotaringiai Lajos Viktor főherceg, Harry Hay, Magnus Hirschfeld, Christopher Isherwood, Janus Pannonius, Karády Katalin, Kertbeny Károly, Alfred Kinsey, Király Tamás, Kölcsey Ferenc, Krisztina svéd királynő, Listi László, Mednyánszky László, Harvey Milk, Molnár Gál Péter, Nopcsa Ferenc, Pilinszky János, Pipás Pista, Edward Prime-Stevenson, I. Richárd angol király, Arthur Rimbaud, Romsauer Lajos, Yves Saint-Laurent, Savoyai Jenő, Szenes Erzsi, Szenes Piroska, Thaly Kálmán, Tormay Cécile, Karl Heinrich Ulrichs, Vay Sándor, Paul Verlaine, Walt Whitman, Oscar Wilde, Tennessee Williams.
- a következő szervezetek és csoportok története: Anonim AIDS Tanácsadó Szolgálat, Atlasz Leszbikus, Meleg, Biszexuális és Transznemű Sportegyesület,[51] Budapest Pride,[52][53][54][55] Flamingó Kör, GBME, Háttér Társaság,[56] Homérosz Egyesület,[57][58][59] Mások újság,[60] Melegség és Megismerés program,[61] Óvegylet, Szivárvány Társulás a Melegek Jogaiért, VándorMások.[62]
- LMBT események: Pink Piknik,[63] első budapesti LMBT fesztivál és felvonulás,[53] a Szivárvány-ügy,[64] a Károli-ügy,[65] a Sziget-ügy.[66]
- az LMBT téma megjelenése társadalom-, jog-, irodalom-, kultúr- és filmtörténeti szempontból: a homoszexualitás megítélésének változása koronként;[67] az LMBT történelem megjelenésének lehetőségei az iskolában;[68] a homoszexualitás üldözése a náci uralom alatt Németországban;[69] a leszbikusság reprezentációja a magyar nyelvű, pszichiátriai ismeretterjesztő irodalomban,[70][71] és később, a leszbikus feminizmus idején;[72] a barátságretorika, homoszocialitás és queer érzékenység a magyar költészetben;[73] Oscar Wilde és pere;[74] egy 1919-es „fajtalanság”-ügy a Kísérleti Kriminológiai Osztály anyagai alapján;[75][76] a homoszexualitás magyarországi büntetőjogi megítélése[77] és médiareprezentációja;[78] a Harden-Eulenburg-ügy és megjelenése a magyarországi sajtóban;[79] a Kölcsey Ferenc állítólagos melegségével kapcsolatos vita;[80] a Stonewall-lázadás és hatása,[81] a nemi helyreállító műtétek[82] és a magyar transz mozgalom története;[83] az LMBT sajtó története,[84] LMBT karakterek a filmvásznon,[85] a fantasy és sci-fi művekben[86] vagy a magyar tömegmédiában;[87] queer vámpírok az irodalomban és a filmekben,[88] leszbikus színterek Budapesten;[89] magyarországi politikusok coming outja;[90] LMBT téma a modern operákban;[91] a HIV-elleni küzdelem története Magyarországon.[92]

#### Az magyar LMBT Történeti Hónapok listája
| Sorsz. | Időpont                         | Megnyitó helyszíne                                                                                             | Megnyitó személy                                                  | Mottó                                                                  | Programfüzet | Honlap | Programok, statisztikák |
| ------ | ------------------------------- | --- | ----------------------------------------------------------------- | ---------------------------------------------------------------------- | ------------ | ------ | --- |
| I.     | 2013. február 1. – február 28.  | Vörösmarty mozi                                                                                                | Makk Károly                                                       | "Benne vagy a történetünkben?"                                         |              |        | 33 esemény, 2 filmvetítés (Eltitkolt évek, Aimée és Jaguár), 15 szervezet, 3 város (Budapest, Miskolc, Szeged) |
| II.    | 2014. február 1. – február 28.  | Toldi mozi | Kis János                                                         | "Benne vagy a történetünkben? Legyél benne! Légy a történetünk része!" |              |        | 38 esemény, 6 filmvetítés (175. paragrafus, A szerelem sivataga, Kinsey - Mindenki másképp csinálja, Paris is Burning, Redl ezredes, Buborékok), 25 szervezet, 4 város (Budapest, Miskolc, Szeged, Tahitótfalu) |
| III.   | 2015. január 31. – február 28.  | Blinken OSA Archívum                                                                                           | Günter Grau                                                       | "Légy benne a történetünkben!"                                         |              |        | 33 esemény, 8 filmvetítés (Stonewall előtt, Lányok egyenruhában, Meleg Férfiak Hideg Diktatúrák, Milk, Stonewall után, Eltitkolt évek, A rózsaszín görény, Mihez kezdjen egy fiatal leszbikus a nagyvárosban? Kalauz kezdőknek), 26 szervezet, 2 város (Budapest, Csobánka)                                                                                              |
| IV.    | 2016. január 29. – február 29.  | Művész mozi | Susan Stryker                                                     | "Fedezzük fel a történelmünket!"                                       |              |        | 38 esemény, 12 filmvetítés (A dán lány, A szivárvány dalai, Idős, finn és LMBT, LMBT monumentumok, Salmonberries, Yves Saint Laurent, Eltitkolt évek, A Ritz fürdőház, A titkos klub, Meleg Férfiak Hideg Diktatúrák, Coming out, Coming Oot! The Fabulous History of Gay Scotland), 36 szervezet, 3 város (Budapest, Debrecen, Pécs)                                    |
| V.     | 2017. január 28. – február 28.  | Anker’t | Hadley Z. Renkin                                                  | "Kultúra nélkül, történelem nélkül semmik sem vagyunk"                 |              |        | 40 esemény, 6 filmvetítés (Egymásra nézve, A lánykirály, Christopher és a német fiúk, Portyán, Milk, Mr. Tűsarok), 24 szervezet, 5 város (Budapest, Debrecen, Kecskemét, Miskolc, Szeged) |
| VI.    | 2018. február 2. – március 3.   | Premier Kultcafé                                                                                               | Takács Judit                                                      | "150 éve megnevezve"                                                   |              |        | 48 esemény, 7 filmvetítés (Hangyaboly, Tom of Finland, A szex Einsteinje, Eltitkolt évek, Gyönyörű harcos, A homoszexuálisok előtt, Immaculata és Concetta), 23 szervezet, 5 város (Budapest, Debrecen, Kecskemét, Pécs, Szeged) |
| VII.   | 2019. február 2. – március 1.   | Bálint Ház | Tölgyessy Zoltán (Miss Mandarin) és Petróczi Zoltán (Lady Dömper) | "Ötven éve szabadon"                                                   |              |        | 39 esemény, 7 filmvetítés (A Stonewall-lázadás, Affinity, Halállal lakoljanak?, Más, mint a többiek, Hívő, LMBTQI a gyerekem!, Meleg Férfiak Hideg Diktatúrák), 23 szervezet, 4 város (Budapest, Debrecen, Kecskemét, Szeged) |
| VIII.  | 2020. január 30. – február 29.  | Bálint Ház | Neil McKenna                                                      | -                                                                      |              |        | 50 esemény, 9 filmvetítés (The 34th, A boldog herceg, Leszbikus filmesek akcióban, 120 dobbanás percenként, Kinsey: Mindenki másképp csinálja, Philadelphia – Az érinthetetlen, Nanette, Oscar Wilde szerelmei, The Queen of Ireland. Kapd el a ritmust! A sportvilág queer felforgatása), 33 szervezet, 5 város (Budapest, Debrecen, Kecskemét, Szeged, Székesfehérvár) |
| IX.    | 2021. február 5. – március 11.  | A koronavírus járvány miatt a programok online közvetítéssel, Facebook live-on keresztül kerülnek megtartásra. | Hanzli Péter                                                      | "A mi történelmünk a tiéd is"                                          |              |        | 30 éves a Mások újság, 10 éves a Meleg szemmel videósorozat, ezeken kívül előadások, színházi közvetítés, beszélgetések (Budapest, Kecskemét, Debrecen, Szeged) |
| X.     | 2022. február 4. – március 6.   | Blinken OSA Archívum                                                                                           | Jochen Hick                                                       | -                                                                      |              |        | 41 esemény, 3 város (Budapest, Debrecen, Szeged) |
| XI.    | 2023. március 4. – április 2.   | Blinken OSA Archívum                                                                                           | Sue Sanders                                                       | "Büszke vagy?"                                                         |              |        | 3 város (Budapest, Debrecen, Szeged) |
| XII.   | 2024. március 1. – március 31.  | Blinken OSA Archívum                                                                                           | Mocsanaki László                                                  | "Queer hősök, queer művészet, queer történelem"                        |              |        | 4 város (Budapest, Debrecen, Pécs, Szeged) |
| XIII.  | 2025. február 28. – március 30. | Blinken OSA Archívum                                                                                           | Wilfred van Buuren                                                | -                                                                      |              |        | 3 város (Budapest, Pécs, Szeged) |

### Németország
Berlinben Queer History Month (QHM) néven ismert az LMBT Történeti Hónap megfelelője. Minden évben májusban kerül megrendezésre, elsősorban oktatási fókusszal. A rendezvénysorozatban iskolák és ifjúsági szervezetek vesznek részt, akik kis projekteket valósítanak meg az LMBT emberek történetéről, a sokszínűség és a megkülönböztetés elleni küzdelemről. 2018-ban ötödik alkalommal került megrendezésre, melynek keretében egy kiállítást is rendeztek a Berlin-Schöneberg-i Jugend Museumban.

### Románia
Az LMBT Történeti Hónapot Romániában is februárban tartják – beszélgetések, filmvetítések, színházi előadások, kiállítások, workshopok, bulik stb. formájában. A 2012 óta megtartott rendezvénysorozatot szervező ACCEPT megfogalmazása szerint: „A fesztivál meghívás a tudásra, az önismeretre, az LMBT kultúra és emberek sokszínűségének felfedezésére és ünneplésére. A februári események az LMBT közösség számára fontos témákra összpontosítanak: önképviselet, szolidaritás, közösség vagy láthatóság.” A szervezéshez később a MozaiQ nevű csoport is csatlakozott. Bukaresten kívül Iașiban és 2018-tól – a Pride Románia és a Les Sisterhood szervezésében – Kolozsváron is vannak programok. 2018-ban immár hetedik alkalommal rendezték meg a bukaresti programsorozatot, melynek keretében a Németországban élő híres román filozófusra, zenetörténészre, George Bălanra emlékeztek, aki három kötetben (Tiltott szerelem, Másik Erosz, Homofóbia) foglalta össze a homoszexualitás kultúrtörténetét.

## Az LMBT Történeti Hónap Ausztráliában
Sydney-ben, Ausztráliában, az ottani nyár végén, márciusban, az éves Meleg és Leszbikus Mardi Gras fesztivál részeként rendeztek először az LMBT emberek történetére emlékező programokat. A programsorozat részét a Mardi Gras felvonulás, a Bondi Beach Drag Races (drag queen verseny), egy kikötői parti, egy filmfesztivál, valamint egy sor tudományos és kulturális program képezi.
2016 októberében a Minus 18 nevű, közösségi eseményeket, bulikat és elegáns fogadásokat egyaránt szervező ifjúsági LMBT szervezet megrendezte az első önálló LMBT Történeti Hónapot Ausztráliában. Az iskolákat megcélzó programsorozat a melbourne-i Ausztrál Leszbikus és Meleg Levéltárral (ALGA), valamint a Victoria államban működő Biztonságos Iskolák Koalícióval (SSCV) együttműködésben valósult meg. Az eseménnyel kapcsolatban az SSCV igazgatója, Roz Ward úgy fogalmazott, hogy a diákok számára rendkívül fontos, hogy megértsék, az LMBT emberek mindig is léteztek. „Bármikor, amikor egy LMBTI diák hall valamit magáról vagy az identitásáról az iskolában, jól érzi magát” - fogalmazott az igazgató még a programsorozat előtt az Observernek. „Ez a befogadásról szól, és a biztonságos iskolák gondoskodnak arról, hogy az LMBTI fiatalok biztonságban érezzék magukat az iskolában.” A Minus18 ügyvezető igazgatója, Micah Scott úgy fogalmazott, hogy az LMBT Történeti Hónap jelentős hatást gyakorol sok LMBT diákra. Az iskolák a Minus 18-tól a programsorozatra öt különböző témájú (munka, szerelem, család, ünneplés és oktatás) plakátot kaptak, valamint esettanulmányokat, interjúkat és további forrásokat. A diákok ezek segítségével vehettek részt egy versenyen, megtervezve az LMBT Történeti Hónaphoz kapcsolódó saját projektjüket.

## Fordítás
- Ez a szócikk részben vagy egészben  a   LGBT History Month című angol Wikipédia-szócikk fordításán alapul.  Az eredeti cikk szerkesztőit annak laptörténete sorolja fel. Ez a jelzés csupán a megfogalmazás eredetét és a szerzői jogokat jelzi, nem szolgál a cikkben szereplő információk forrásmegjelöléseként.